# 115. vestlige længdekreds
Den 115. vestlige længdekreds (eller 115 grader vestlig længde) er en længdekreds, der ligger 115 grader vest for nulmeridianen. Den løber gennem Ishavet, Nordamerika, Stillehavet, det Sydlige Ishav og Antarktis.